# Willemsparkweg 15
Willemsparkweg 15, Amsterdam is een gebouw aan de Willemsparkweg in Amsterdam-Zuid.
Het gebouw is gekoppeld aan Willemsparkweg 13 en die werden rond 1886 gebouwd naar ontwerp van architect Hendrik Jan Wigman. Wigman was actief in de buurt, zo is zijn werk ook terug te vinden op Willemsparkweg 29-35 (Huis Galesloot), dat gemeentelijk monument is. Beide complexen verrezen aan de Parkweg in Nieuwer-Amstel, die in 1889 in bezit kwam van gemeente Amsterdam en een nieuwe straatnaam kreeg: Willemsparkweg. Zoals destijds gebruikelijk werd het opgeleverd in de eclectische bouwstijl met souterrain, twee woonetages en een zolderruimte. In de “puntgevels” is anno 1886 te lezen. Aandacht verdient ook de hijsbalk, hier in de vorm van een ijzeren sierwerk.
De panden werden vermoedelijk in de jaren twintig grondig verbouwd. De buurt had namelijk behoefte aan winkels; bovendien is de stijl van de verbouwde voorgevel van huisnummer 13 uitgevoerd in die van de Amsterdamse school, een bouwstijl die toen gangbaar was. Er kwamen twee uit de kluiten gewassen winkels in en de voorgevels werden onherkenbaar verbouwd. Op het adres zat in 1925 een boekhandel, die failliet ging. Nieuwe huurder was het atelier van vioolbouwer Max Möller. Het bedrijf zou er in drie generaties lang tot 2006 gevestigd blijven. Een gapertje verwijst nog naar het gebruik. In 2006 nam Andreas Post, ook vioolbouwer de bedrijfsruimte in gebruik, het gapertje kon blijven hangen.